# Guaris
Guaris (gwaris), baguis (gbagyi; pl. agbagyi) ou baris (gbari) são um grupo étnico na região central da Nigéria. Eles são encontrados predominantemente nos estados Níger e Kaduna [carece de fontes?] e o Território da Capital Federal. Eles também são encontrados nos estados Nassaraua e Cogi no centro da Nigéria Area. Os guaris são o grupo étnico mais populoso no Território da Capital Federal e a sua ocupação principal é a agricultura.
As pessoas guaris são conhecidas por serem amantes da paz, transparentes e flexíveis. Não é de admirar relativa paz, e a ordem é apreciada em suas moradas diferentes, mesmo quando são violadas.  Qualquer que seja a honestidade é atribuída ao povo falante de bagui. De fato, os nortistas gostam de dizer na língua hauçá "muyi shi Gwari Gwari" (significando que é como o caminho de bagui). Além do povo bagui ter emergido como uma raça única de pessoas entre os nigerianos, sua cultura mostra o quanto eles chegaram a um acordo com o universo. Eles aspiram a dar vida à situação em que se encontram.
Guaris muitas vezes eram escravizadas por alguns dos emirados vizinhos hauçá-fulas.

Um Gwari famoso é o general e ex-Presidente da Nigéria Ibrahim Babangida.

## Cultura

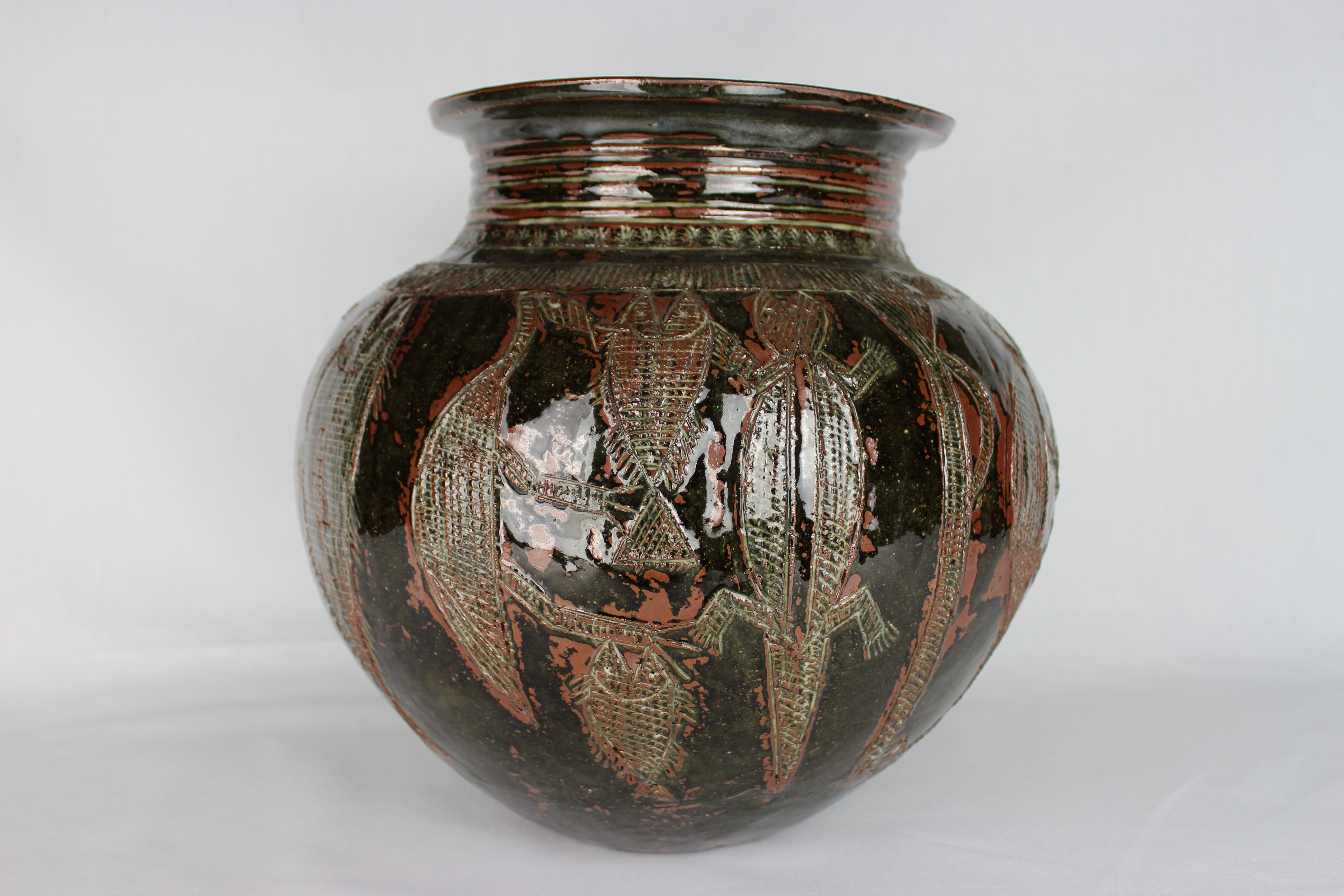
Pote feito à mão por Ladi Kwali (YORYM-2004.1.919)

O povo bagui é conhecido por ser amante da paz, transparente e complacente. Os nortistas gostam de dizer na língua hauçá muyi shi Gwari Gwari, "vamos fazê-lo como o bagui" ou "no modo bagui". De acordo com Tanko Chigudu, os guaris surgiram como uma raça única entre os nigerianos: sua cultura mostra o quanto eles chegaram a um acordo com o universo. Diariamente eles aspiram dar significado à vida, não importando a situação em que se encontram.

### Idioma
A língua bagui faz parte do cuá subdivisão da família língua Níger-Congo, no entanto, alguns pesquisadores como Kay Williamson colocaram a linguagem na família Benue-Congo. As pessoas falam dois dialetos que às vezes são chamados de dialetos baris (Gwari yamma) e guaris.

### Religião
Os guaris é adepto do islamismo, cristianismo e religião tradicional africana. Em sua religião tradicional, alguns guaris acreditam em um deus chamado Shekwoi (aquele que estava lá antes de seus ancestrais) mas eles também se dedicam a apaziguar divindades do deus como Maigiro. Muitos guaris acreditam na reencarnação.
O islamismo tornou-se mais proeminente entre as pessoas após a jiade dos fulas, enquanto o cristianismo foi apresentado ao povo pelo Missão do Interior do Sudão (também conhecido localmente como Igreja Evangélica da África Ocidental) e os Missionários Batistas da parte ocidental da Nigéria.